# Мечеть Хана Мохаммада Мридха

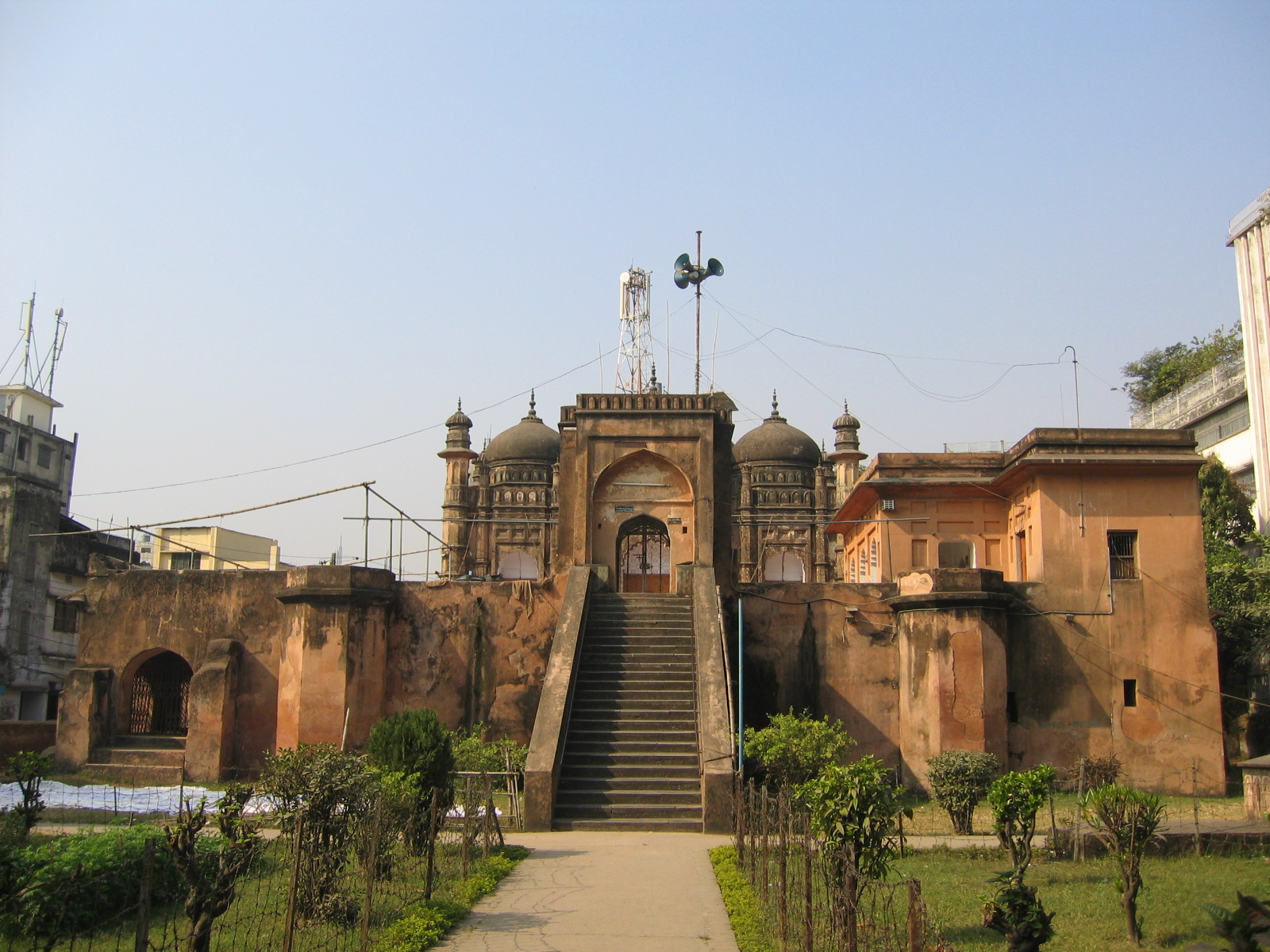
Мечеть Хана Мохаммада Мридха

Мечеть Хана Мохаммада Мридха — мечеть, находящаяся на дороге в Лалбах, в полукилометре к западу от Форта Лалбах, в провинции Атиш хана в районе Старой Дакки. Две персидских надписи — одна по центральному сводчатому проходу и другая над центральном михрабом, говорят о дате строительстве во время 1704-05 г нашей эры Ханом Мухаммадом Мридхой.

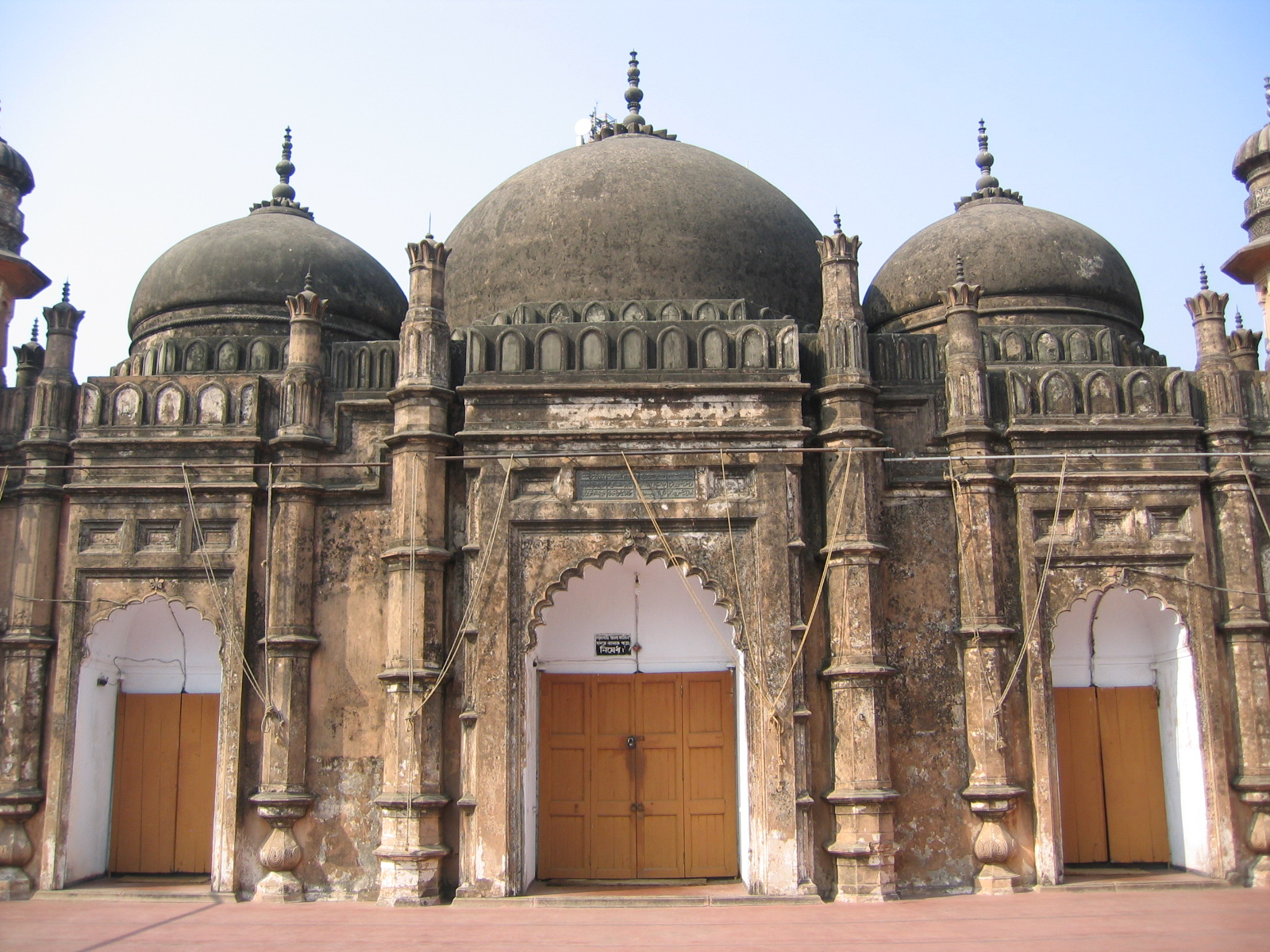
Купола мечети

## Архитектура
Большая платформа составляет 38.10 м с севера на юг и 28.96 м с востока на запад. Высота приблизительно 5.18 м от уровня земли. Под платформой проходные комнаты, на всех сторонах кроме восточной. В восточной стороне есть лестница, которая заканчивается воротами, выравнивающими центральный дверной проем мечети. Именно через эти ворота можно подняться на вершину платформы.

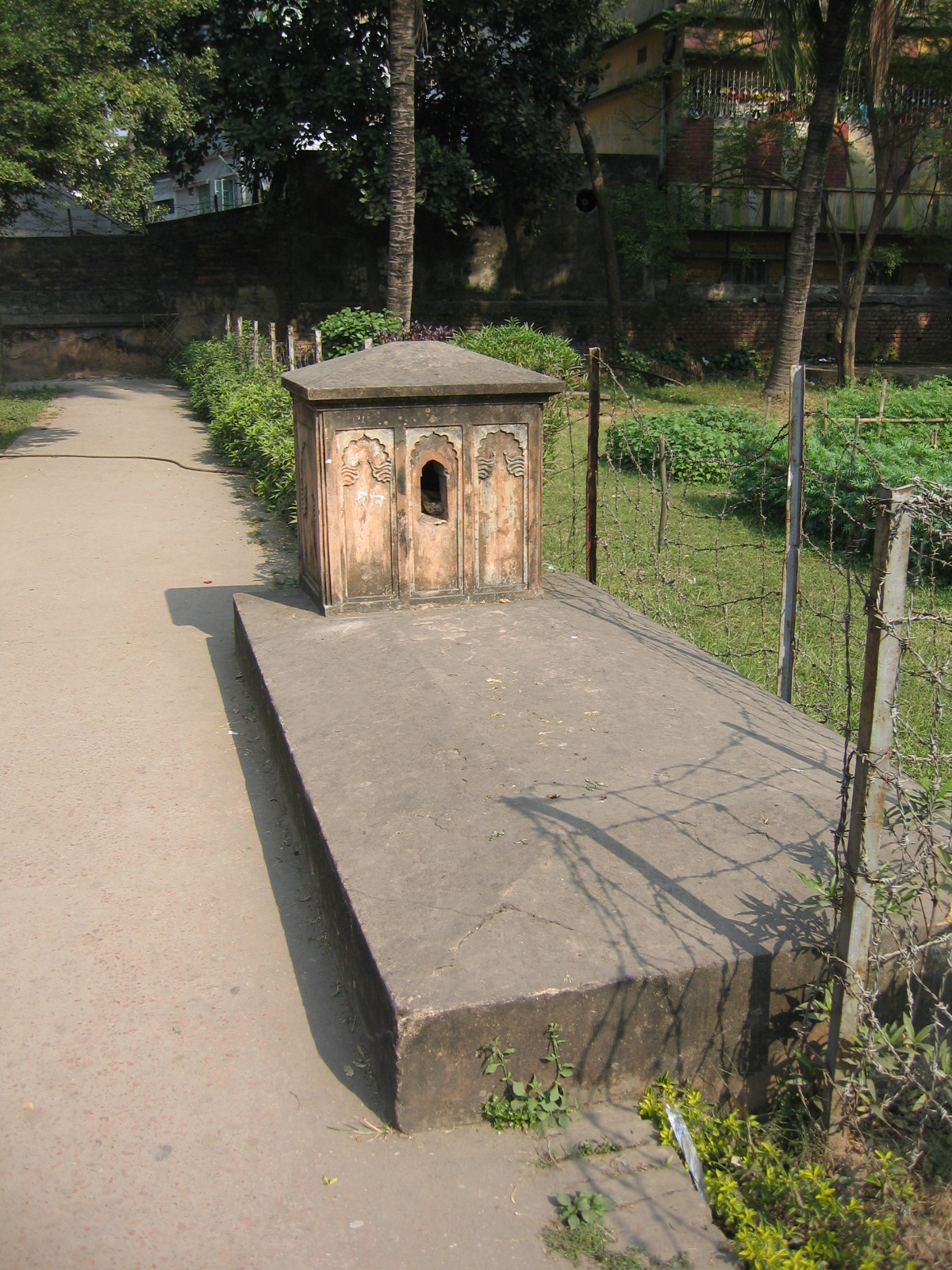
Могила около мечети